# معر تصين
معر تصين قرية سورية تتبع ناحية كفرنبل في منطقة معرة النعمان في محافظة إدلب. بلغ عدد سكانها 447 نسمة في عام 2004 حسب إحصاء المكتب المركزي للإحصاء.